# سوئومن اوتیست
روزنامه سوئومن اوتیست (به فنلاندی: Suomen Uutiset) یک نشریه الکترونیکی فنلاندی است که توسط حزب فنلاندی‌های واقعی اداره می‌شود و در کنار روزنامه چاپی پروسوئومالاینن (به فنلاندی: Perussuomalainen)، رسانه این حزب محسوب می‌شود.
سوئومن اوتیست انتشار آنلاین خود را از ۶ دسامبر ۲۰۱۴ آغاز کرد و از همان ابتدا سردبیر آن ماتیاس تورکیلا بوده است. این روزنامه با پروسوئومالاینن هیئت تحریریه مشترکی دارد، اما پروسوئومالاینن همچنان با نام قدیمی خود به صورت چاپی منتشر می‌شود. سوئومن اوتیست نام خود را از روزنامه Suomenسوئومن اوتیست گرفته است که در سال ۱۹۹۵ توسط حزب روستایی فنلاند، که پیش از حزب ملی‌گرای فنلاند بود، تعطیل شد و خود را جانشین آن می‌داند.
به گفته سردبیر، ماتیاس تورکیلا، سوئومن اوتیست ارتباطات حزبی را انجام می‌دهد و ملزم به رعایت دستورالعمل‌های روزنامه‌نگاری شورای رسانه‌های جمعی فنلاند نیست. هلسینگین سانمات در سال ۲۰۱۶ سبک این روزنامه را تحریک‌آمیز و عوام‌گرایانه توصیف کرد. از جمله، این مجله اظهاراتی را منتشر می‌کند که ادعاهای قوی و جنجالی دارند، بدون اینکه صحت آنها بررسی شود. سیاست سردبیری مجله، انتشار چنین اظهاراتی را تا زمانی که توسط شخصی غیر از سردبیران مجله مطرح شده باشد، مجاز می‌داند.